# Cantonul Lurcy-Lévis
Cantonul Lurcy-Lévis este un canton din arondismentul Moulins, departamentul Allier, regiunea Auvergne, Franța.

## Comune
- Château-sur-Allier
- Couleuvre
- Couzon
- Limoise
- Lurcy-Lévis (reședință)
- Neure
- Pouzy-Mésangy
- Saint-Léopardin-d'Augy
- Le Veurdre